# Емілі Бічем
Емілі Бічем (англ. Emily Beecham) — англійська акторка та співачка. Найбільш відома ролями у фільмі братів Коенів «Аве, Цезар!», серіалі AMC «У пустелі смерті» і головній ролі у фільмі 2017 року «Дафна». 2019 року знялася у фільмі «Малюк Джо», за який отримала нагороду за найкращу жіночу роль на Каннському кінофестивалі.

## Раннє життя
Народилася в Вітеншо (передмісті Манчестера) 12 травня 1984 року в сім'ї батька-англійця та матері-американки з Аризони. Її батько — пілот авіакомпанії. Емілі має подвійне громадянство, Великої Британії та Америки. У 2003 році, у віці 18 років, вступила до Лондонської академії музичного та драматичного мистецтва (ЛАМДМ) і отримала ступінь бакалавра в 2006 році.

## Кар'єра
На останньому курсі ЛАМДМ Бічем отримала ролі в трилері Bon Voyage і надприродному телесеріалі «Загробне життя». Прем'єра її першого повнометражного фільму Bon Voyage відбулася в жовтні того ж року та отримала позитивні відгуки після показу на ITV. Він отримав нагороду «Золота німфа» на телевізійному фестивалі в Монте-Карло в червні 2007 року.
У середині 2007 року режисер Ян Данн обрав Бічем на головну роль у своєму незалежному фільмі «Покликання», за який вона отримала нагороду за найкращу жіночу роль на Лондонському незалежному кінофестивалі та нагороду «Першопроходець» Единбурзького міжнародного кінофестивалю.
Фільм отримав неоднозначні відгуки, проте був коментар, що «новачок Емілі Бічем добре тримається поряд з такими непохитними людьми, як Бренда Блетін і Сюзанна Йорк». Кінооглядач Ганна Макгілл, художній керівник Единбурзького фестивалю з 2006 по 2010 рік, вирішила, що Бічем має стати одним із лауреатів нагороди Skillset Trailblazer Award. Того року Бічем дала свій перший професійний виступ у першій п'єсі Яна Макх'ю «How to Curse» в театрі Буша в Шепердс-Буші, Лондон, під керівництвом художнього керівника театру Джозі Рурк. У 2011 році вона отримала нагороду за найкращу жіночу роль на Лондонському фестивалі незалежного кіно.
Бічем знялася в численних телевізійних серіалах, включаючи Міс Марпл Агати Крісті, Тесс із роду д'Ербервіллів, Мовчазний свідок і Вулиця. У випуску журналу Nylon «Молодий Голлівуд» вона була внесена до списку 55 «облич майбутнього». Джон Ранкін, ветеран гламурного фотографа журналу Esquire, сказав, що в неї є «щось особливе, те, що ви просто відчуваєте до когось… вона одна з найзахопливіших актрис».
У 2013 році Бічем зіграла роль Керо Аллінгем у серіалі «Село» та роль вдови в серіалі AMC про бойові мистецтва «У пустелі смерті». У 2016 році вона зіграла роль другого плану у фільмі братів Коенів «Аве, Цезар!». Через рік вона зіграла головну роль у фільмі «Дафна», який приніс їй номінацію на премію «Найкраща жіноча роль» Британської незалежної кінопремії. У 2019 році вона знялася у фільмі «Маленький Джо», за який отримала нагороду за найкращу жіночу роль на Каннському кінофестивалі.

## Фільмографія

### Фільми
| Рік  | Назва                           | Роль               | Примітки |
| ---- | ------------------------------- | ------------------ | --- |
| 2006 | Щасливої дороги                 | Рейчел Олдред      | Телевізійний фільм |
| 2007 | 28 тижнів по тому               | Карен              | |
| 2007 | Rise of the Footsoldier         | Келлі              | |
| 2007 | Міс Марпл Агати Крісті          | Ельвіра Блейк      | Телевізійний фільм |
| 2007 | Божі Рани                       | Мак                | Короткий фільм |
| 2009 | Покликання                      | Джоанна            | |
| 2010 | Підвал                          | Пру                | |
| 2010 | Пульс                           | Стелла Гамільтон   | Телевізійний фільм |
| 2012 | Чарівність тварин               | Єзавель            | Короткий фільм |
| 2013 | Мистецтво є. . .                | Лулу               | |
| 2013 | Казка тринадцята                | Ізабель Енджелфілд | Телевізійний фільм |
| 2014 | З Днем народження мене          | Люсі               | Короткий фільм |
| 2016 | Аве, Цезарю!                    | Дієдре             | |
| 2017 | Дафна                           | Дафна              | Номінація — премія BIFA за найкращу роль актриси в британському незалежному фільмі Номінація — Британська кінопремія Evening Standard за найкращу жіночу роль Номінація — Британська кінопремія Evening Standard за прорив року Номінація — Премія Імперії за найкращу жіночу роль |
| 2019 | Берлін, я люблю тебе            | Ханна              | |
| 2019 | Малюк Джо                       | Аліса              | Приз Каннського кінофестивалю за найкращу жіночу роль |
| 2019 | Сірка і білий                   | Ванесса Тейт       | |
| 2019 | Гніздо Восьминога               | Клер               | Короткий фільм |
| 2021 | За межею                        | Софія              | |
| 2021 | Круелла                         | Кетрін Міллер      | |
| 2023 | Перекладач                      | Керолайн Кінлі     | |
| 2023 | Весілля моєї мами               | Джорджина          | |
| 2024 | Прискорення                     | Зої                | |
| 2026 | Супердівчина: Жінка майбутнього | Алура              | |

### Телесеріали
| Рік         | Назва                  | Роль            | Примітки                                |
| ----------- | ---------------------- | --------------- | --------------------------------------- |
| 2006        | Загробне життя         | Стулка          | Серія 2 серія 1 «Придорожні букети»     |
| 2007        | Проект Невинність      | Рейчел          | 1 епізод                                |
| 2007        | Party Animals          | Відень Лур'є    | 1 епізод                                |
| 2007        | Нові хитрощі           | Лаура Смолл     | 1 епізод                                |
| 2007        | Рахунок                | Анджела Майатт  | 1 епізод                                |
| 2008        | Льюїс                  | Нелл Баклі      | 1 епізод                                |
| 2008        | Тесс з д'Ербервілів    | Ретті Придл     | 2 епізоди                               |
| 2009        | Непрощений             | Люсі Белком     | 3 епізоди                               |
| 2009        | Вулиця                 | Джемма          | 2 епізоди                               |
| 2009        | Пригоди Мерліна        | Еммірія         | 1 епізод                                |
| 2010        | Мовчазний свідок       | Анна Фланнері   | 2 епізоди                               |
| 2011        | Втікач                 | Керолайн Діксон | 2 епізоди                               |
| 2012        | З урахуванням регістру | Мері Треліз     | 2 епізоди                               |
| 2012        | Сутичка                | Дочка Рутгера   | 1 епізод                                |
| 2012        | Страх                  | Джейні Беккет   | 3 епізоди                               |
| 2013        | Бландінги              | Міс Янгхасбенд  | 1 епізод                                |
| 2013 — 2014 | Село                   | Каро Аллінгем   | Головний акторський склад               |
| 2014        | Мушкетери              | Адель Бессет    | 1 епізод                                |
| 2015 – 2019 | У пустелі смерті       | Вдова           | Головний акторський склад               |
| 2021        | Гонитва за коханням    | Фанні Логан     | Головний акторський склад (міні-серіал) |
| 2022        | 1899                   | Мора Франклін   | Головний акторський склад               |

### Відео ігри
| Рік  | Назва         | Роль                 | Примітки |
| ---- | ------------- | -------------------- | -------- |
| 2008 | Mirror's Edge | Селеста «Сел» Вілсон | Голос    |